# Pietro Linari
Pietro Linari est un coureur cycliste italien né le 15 octobre 1896 à Rifredi, un quartier de Florence et mort le 1er janvier 1972 à Florence. Professionnel de 1921 à 1936, il a notamment remporté Milan-San Remo en 1924.

## Palmarès
- 1922
  - 6e étape du Tour d'Italie
  - Coppa Ginori
  - 3e du Tour de la province de Milan
- 1923
  - Milan-Modène
  - 2e du Tour de Lombardie
  - 2e du Tour de Romagne
- 1924
  - Milan-San Remo
  - Tour d'Émilie
  - 2e du Tour de Toscane
  - 3e du Tour de Lombardie
- 1925
  - 1re étape du Tour d'Italie
  - 3e de Milan-San Remo
  - 3e du championnat d'Italie de vitesse
  - 4e de Paris-Roubaix
- 1926
  - Six Jours de New York (avec Reginald McNamara)
  - 2e du Tour de Romagne
  - 3e du championnat d'Italie de vitesse
- 1927
  - Wurtemberger Tour
  - Tour de Francfort
- 1928
  - Six Jours de Milan (avec Costante Girardengo)
- 1929
  - Champion d'Italie de vitesse
  - Six Jours de Stuttgart (avec Emil Richli)
- 1930
  - 2e de Milan-Modène
- 1931
  - Six Jours de Paris (avec Alfredo Dinale)
- 1933
  - Prix Hourlier-Comès (avec Alfredo Dinale)
- 1934
  - 3e du championnat d'Italie de vitesse
- 1936
  - 2e du championnat d'Italie de vitesse